# Walid Salah
Walid Salah Abdel Latif (in arabo وليد صلاح عبد اللطيف‎?; Mansura, 11 novembre 1977) è un ex calciatore egiziano, di ruolo attaccante.

## Carriera

### Club
Ha sempre giocato nel campionato egiziano.

### Nazionale
Con la maglia della Nazionale egiziana ha collezionato 16 presenze e vinto la Coppa d'Africa nel 1998.

## Palmarès

### Nazionale
- Coppa d'Africa: 1

1998